# Cembrit
Cembrit A/S - nu Swisspearl Danmark A/S - er en af de største[kilde mangler] europæiske producenter af byggematerialer til tag og facade i fibercement, også til beklædning af indvendige vægge og vindspærreplader til bygningskonstruktioner. Cembrit har sine rødder i Danmark og har siden 1927 fremstillet fibercementen til både nybygnings- og renoveringsprojekter.

D. 1. april 2023 skiftede virksomheden navn til Swisspearl Danmark A/S.

## Historie
I 1910 bestilte den russiske zar tre anlæg til produktion af fibercement hos FLSmidth & Co. Den russiske revolution brød ud i 1917, før udstyret var afsendt. Et af de pakkede anlæg lå på lager hos FLSmidth & Co. i 13 år, før selskabet besluttede at starte eget datterselskab til produktion af fibercementprodukter. Dansk Eternit-fabrik i Aalborg startede produktionen i 1927.
I 1938 blev navnet "Cembrit"  varemærke for selskabets eksportaktiviteter. Det stammer fra Cimbri, kimbrerne en stamme fra Himmerland, som omkring 100 f.Kr. nåede Italien og erobrede store dele af Europa.
Indtil 1980'erne voksede Dansk Eternit-fabrik gennem opkøb af andre fibercementfabrikker og distributører. Navnet blev ændret fra Dansk Eternit til Cembrit i 2008 og har i dag datterselskaber i 20 lande. Hovedsædet ligger efter sammenlægningen med Swisspearl nu i Niederurnen i Schweiz.
I 2014 blev Cembrit opkøbt af den svenske kapitalfond Solix Group AB. 
I sommeren 2022, blev det officielt, at Cembrit-koncernen var blevet opkøbt af den schweiziske fibercementproducent Swisspearl.
D. 1. april 2023 skiftede virksomheden navn til Swisspearl Danmark A/S.

## Produktion
Produktionen af fibercementprodukter foregår i Finland, Tjekkiet, Polen og Ungarn.
Efter sammenlægningen med Swisspearl er der nu også produktion i henholdsvis Schweiz, Østrig og Slovenien.